# Вышивка лентами
Вышивка шёлковыми лентами — это вид художественного рукоделия, объёмного вышивания, с использованием иглы с большим ушком и шёлковых или атласных лент, с помощью которых на ткань (хлопок, габардин, органзу), зафиксированную в пяльцах, наносится рисунок из лент различного цвета и ширины. Как правило, вышивают цветочные и растительные элементы, но мастера умеют вышивать замечательные картины и с животными, птицами, пейзажами. Вышивку лентами можно использовать для декорирования одежды, интерьера, создания оригинальных украшений.

## Основные стежки
- Шов «вперед иглу»
- Шов «за иглу»
- Шов «шнурок»
- Шов «стебельчатый»
- Шов «петельный»
- Шов «тамбурный»
- Шов «петля с прикрепом»
- Шов «полупетля с прикрепом»
- Шов «крестообразный»
- Шов «крест»
- Шов «узелки»
- Шов «длинный стежок»
- Шов «длинный стежок с завитком»
- Шов «петля не затянутая»
- Шов «закрученная лента»
- Шов «лента с перехватами вприкреп»
- Узор «сетка»